# كوينه (نوع لهجة)

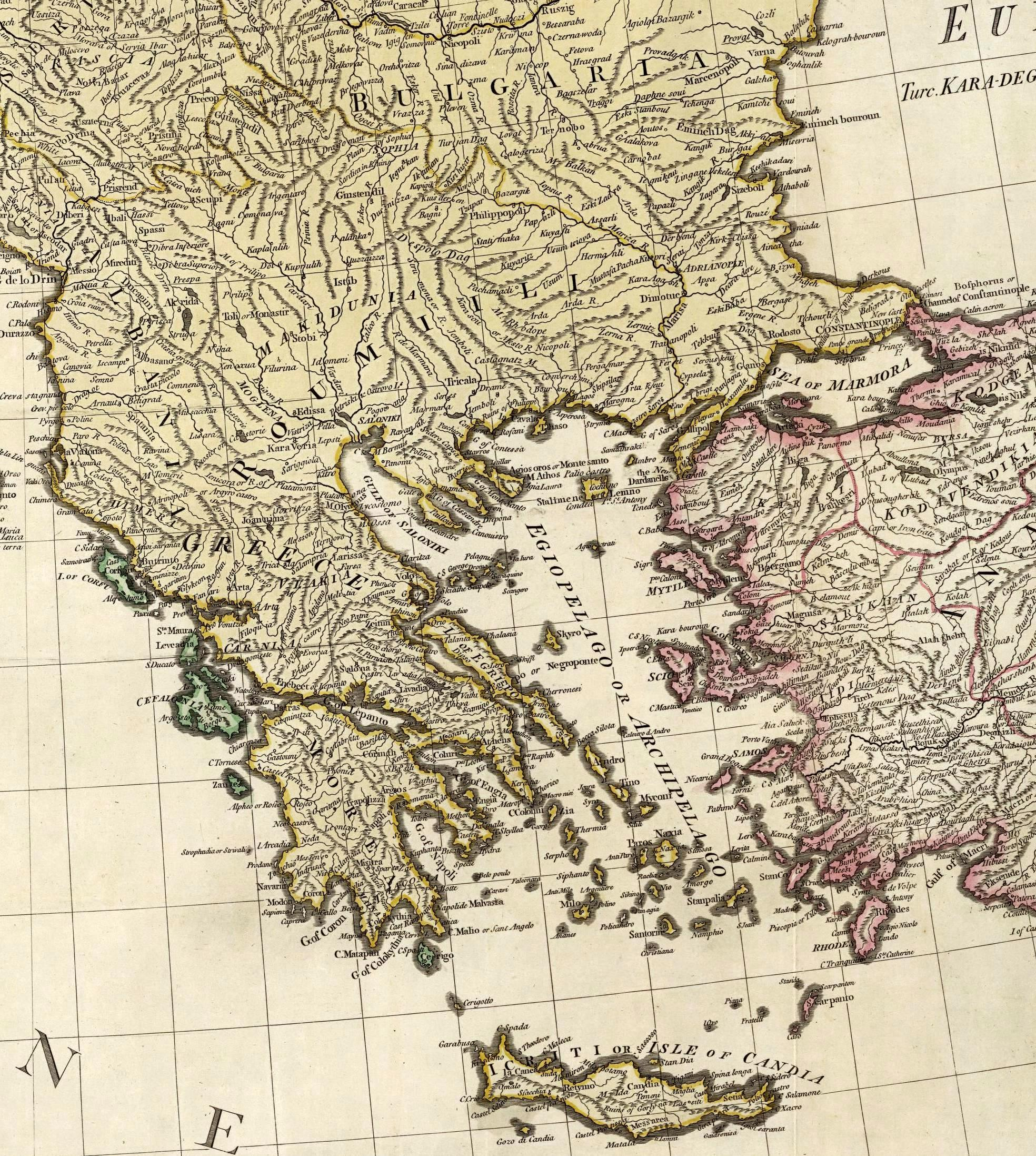

الـكوينيه (تلفظ /koɪne/؛ اليونانية: κοινὴ διάλεκτος، ت.ح. 'الكلام العامي'؛ (نقحرة: كويني دياليكتوس)) هي لغة قياسية أو لهجة مختلطة نشأت نتيجة للاتصال بين اثنين أو أكثر من لهجات من نفس اللغة. لا تعتبر عملية نشأة لغة الكويني جذرية أو بحدة اللغات الهجين (Pidgin البدجن) أو اللغات المُوّلَّدة (Creole language الكريولية) وذلك نظرا لأن متحدثوا لغة أو لهجة الكويني يفهمون بعضهم في الأساس. إضافة إلى ذلك لا يعتبر التأثير المتبادل بين اللهجات القربية من بعضها البعض عملية كوينية وتعتبر اللهجة الجديدة بمثابة لهجة تنشأ مُضافة على اللهجات الأصلية ولا تُغير أي منها مما يجعل عملية نشأة لهجة/لغة الكويني مختلفة عن عملية التطور الطبيعي للهجات.
حدد اللغوي بول كيرسويل نوعين من الكويني: كويني إقليمية وكويني مهاجرين. النوع الأول هو نوع ينشأ عندما تأتي لهجة إقليمية قوية في اتصال مع لهجات متحدثين منتقلين إلى المنطقة وعادة ما تنتقل اللهجة الناشئة خارج محيط المنشأ. شاع الكويني الإقليمي في البدء وكان قائم على أساس اللكنة اليونانية العلية والتي طرأ عليها تغير كويني ؛ عندما اتصلت مع اللهجات اليونانية الأخرى التي كانت متحدثه في ميناء بيرايوس الأثيني. لاحقا غدت تلك اللهجة الجديدة لغة مشتركة في العالم الهلنستي. النوع الثاني والذي هو كويني المهاجرين هو لهجة ناتجة من اتصال لهجات مهاجرين يتحدثون عدة لهجات من نفس اللغة. قام كيرسويل بدراسة مثالين من كويني المهاجرين. الأولى متعلقة بتطور الكويني ذي الأساس الهندي. في نهاية القرن التاسع عشر وبداية القرن العشرين بدء تشغيل الهنود المنتمين إلى مناطق معينة للعمل بسخرة في المستعمرات البريطانية في مناطق مختلفة من العالم. نتيجة لذلك جاء متحدثوا لهجات عديدة مع بعضهم البعض في مناطق وظروف مختلفة مما نتج نتج عنه تنشأ أصناف من الكويني الهندي المميزة. توجد تلك اللهجات البهوجبرية/الهندية في مناطق كافيجي غيانا موريشوس جنوب أفريقيا سورينام وترينيداد وتوباغو.
إضافة إلى ذلك قام كيرسويل بدراسة اللهجات النرويجية الناشئة في مدينتين موجودتين حول المصاهر المبنية على رأس فرع سورفهورد من هاردانغيرفورد في منتصف القرن العشرين. جذبت كل من مدينتي أودا وتسيدال مهاجرين إليها من مناطق مختلفة من النرويج. أتى أغلب (86%) العمال إلى أودا من غرب النرويج بينما كان ثلثي العمال في تسيدال من نفس المنطقة وفي المقابل أتى الثلث المتبقي من شرق وأجزاء أخرى من البلاد. نتج عن هذا تطور مختلف للهجات في كل المدينتين.

## أدناه قائمة جزئيا من لغات/لهجات كويني
- الإنجليزية الأسترالية
- البهوجبرية
- نروجية دانو (تمثل أساس لغة البوكمال المكتوبة)
- هندية فيجي
- الكويني العراقي (صنف من الأرامية الآشورية الجديدة التي أساسها عدة لهجات جبلية متأثرة بلهجة أورميجنايا الشبه قياسية)
- اليوناينة الكويني
- اللهجة المغربية (الدارجة)
- العبرية الحديثة
- الإنجيليزية النيوزيلندية
- نكو بأصناف لغة الماندينغ المكتوبة والأدبية
- فرنسية كيبيك
- الإنجليزية الإسكوتلندية